# Krzysztof Okopień
Krzysztof Okopień (ur. 1956, zm. 15 marca 2017) – polski filozof i doktor habilitowany.

## Życiorys
W 1974 roku ukończył III Liceum Ogólnokształcące im. gen. Józefa Sowińskiego w Warszawie. Był adiunktem na Uniwersytecie Warszawskim, a 4 grudnia 1984 został doktorem w zakresie nauk humanistycznych. 5 października 1999 habilitował się dzięki rozprawie o filozofii. Zmarł 15 marca 2017.
Był synem Aleksandry Okopień-Sławińskiej.

## Publikacje
- 2007: Kantysta w świecie teraźniejszym, Przegląd filozoficzno-literacki, Krzysztof Okopień | Artykuł[2]
- 2008: Nauka podmiotu. Siedem lekcji, Kronos, Krzysztof Okopień | Artykuł[2]